# Łucznictwo na Letnich Igrzyskach Olimpijskich 1920 – cel stały, mały ptak, drużynowo
Cel stały, mały ptak, drużynowo były jedną z konkurencji łuczniczych na Letnich Igrzyskach Olimpijskich 1920. Zawody odbyły się w dniu 3 sierpnia. W zawodach uczestniczyło 6 zawodników wszyscy z Belgii.

## Wyniki
Podstawą do ustalenia klasyfikacji były wyniki w konkurencji indywidualnej. Pod uwagę brano wyniki trzech najlepszych zawodników z sześcioosobowych zespołów, lecz medale otrzymywali wszyscy zawodnicy z zespołu.
| Miejsce | Drużyna | Wyniki | Wyniki | Wyniki | Wyniki       |
| Miejsce | Drużyna | 1      | 2      | 3      | Łączny wynik |
| ------- | ------- | ------ | ------ | ------ | ------------ |
| 1       | Belgia  | 11     | 8      | 6      | 25           |